# Ischnotoma calliope
Ischnotoma calliope är en tvåvingeart som först beskrevs av Alexander 1945.  Ischnotoma calliope ingår i släktet Ischnotoma och familjen storharkrankar. Inga underarter finns listade i Catalogue of Life.